# ノア・ロレシオ
ノア・ロレシオ（Noah Lolesio、1999年12月18日 - ）は、オーストラリアのラグビーユニオン選手で、スーパーラグビーのブランビーズに所属し、オーストラリア代表キャップを持つ。

## 経歴
ニュージーランドのオークランド生まれ。サモア人とニウエ人の血を引いている。オーストラリア・クイーンズランド州の高校Southport School出身。
オーストラリアのCanberra Vikingsを経て、2019年にブランビーズと契約。2020年シーズンでデビューを果たし、同年、チームはスーパーラグビーAUで優勝した。
同じく2019年に、U20オーストラリア代表に選抜され、U20チャンピオンシップで2トライをあげた。
2020年10月31日、20歳でシニアのオーストラリア代表に選抜され、ザ・ラグビーチャンピオンシップ2020の開幕戦ニュージーランド戦に先発出場し、初キャップを得た。これを含め、デイヴ・レニーヘッドコーチのもと、2022年まで計20試合のテストマッチに出場した。
しかし2023年4月、エディー・ジョーンズヘッドコーチ体制では、ワールドカップ2023に臨むオーストラリア代表には選ばれなかった。
2023年7月、「ジョーカー契約（Joker Deal）」と呼ばれる4か月の短期契約でフランスのRCトゥーロンに加入した。
2024年、オーストラリアのブランビーズに戻った。同年、ジョー・シュミットヘッドコーチ体制に変わったオーストラリア代表に選ばれるようになった。